# 969년

## 연호
- 북송(北宋) 개보(開寶) 2년
- 요(遼) 응력(應曆) 19년 / 보녕(保寧) 원년
- 일본(日本) 안나(安和) 2년
- 남한(南漢) 대보(大寶) 12년
- 북한(北漢) 천회(天會) 13년

## 기년
- 북송(北宋) 태조(太祖) 10년
- 요(遼) 목종(穆宗) 19년 / 경종(景宗) 원년
- 고려(高麗) 광종(光宗) 20년
- 딘 왕조(丁朝) 선제(先帝) 2년

## 사망
- 요 목종
- 고려의 태자 대종